# Ebenezer Cobb Morley
Ebenezer Cobb Morley (16. august 1831 i Hull - 20. november 1924) var en engelsk sportsmand. Han regnes som manden bag Football Association (FA) og fodboldens moderne regelværk og organisering. 
Han blev født i Hull, men flyttede til Barnes i London i 1858. Han grundlagde i 1862 Barnes Club, som blev en af grundlæggerklubberne i FA. Som fodboldspiller debuterede han i 1863 i en kamp mod Richmond. 
I 1863 var han kaptajn for en klub i Mortlake. Han skrev det år til avisen Bell's Life, og foreslog oprettelsen af et regulerende organ for fodbolden. Dette førte til mødet i Freemason's Tavern hvor FA blev grundlagt. Morley var FA's første sekretær fra 1863 til 1866, og dens anden præsident fra 1867 til 1874. Han skrev det første moderne regelsæt, Laws of the Game, i sit hjem i Barnes. Morley scorede selv i den første kamp spillet efter reglerne, mellem et sammensat London-hold og Sheffield FC den 31. marts 1866. 
Af profetion var han advokat. Han var også en ivrig roer, og grundlagde Barnes and Mortlake Regatta, som han var sekretær for 1862–1880. Han sad i Surreys grevskabsråd for Barnes fra 1903 til 1919, og var fredsdommer. 